# St. Rochus (Rath-Anhoven)

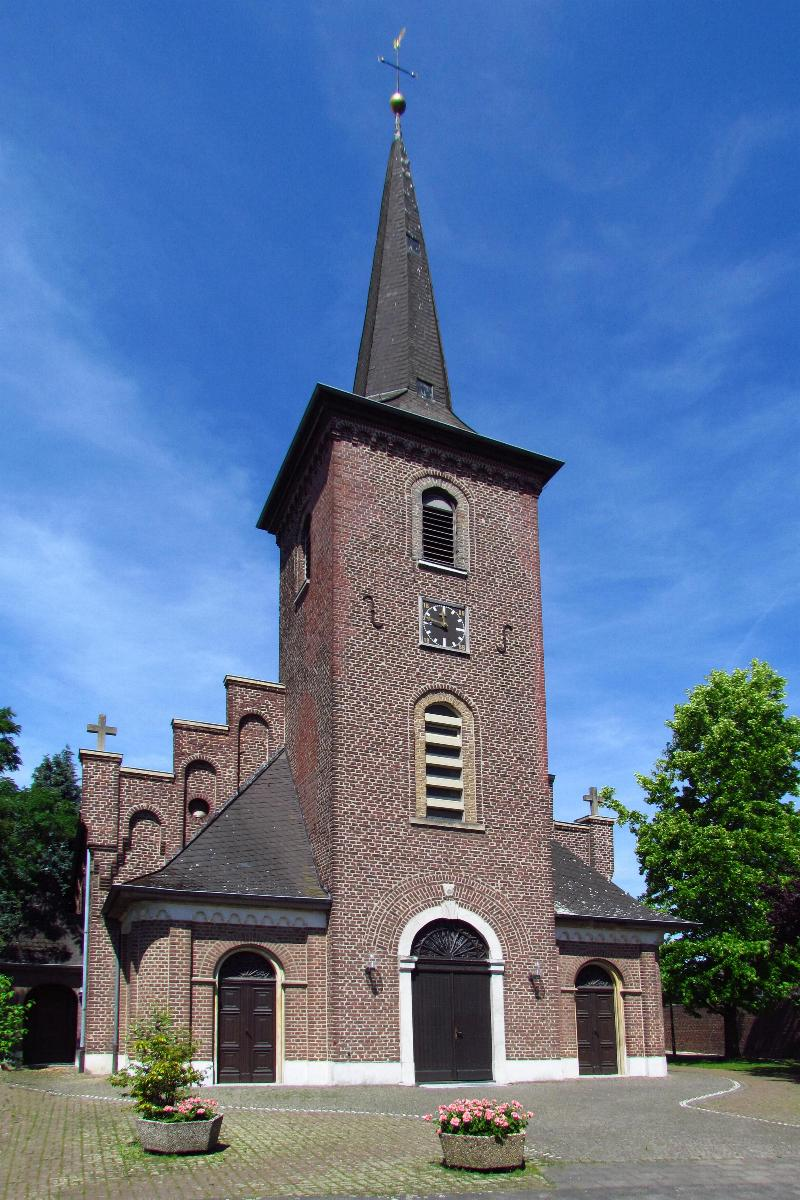
St. Rochus in Rath-Anhoven

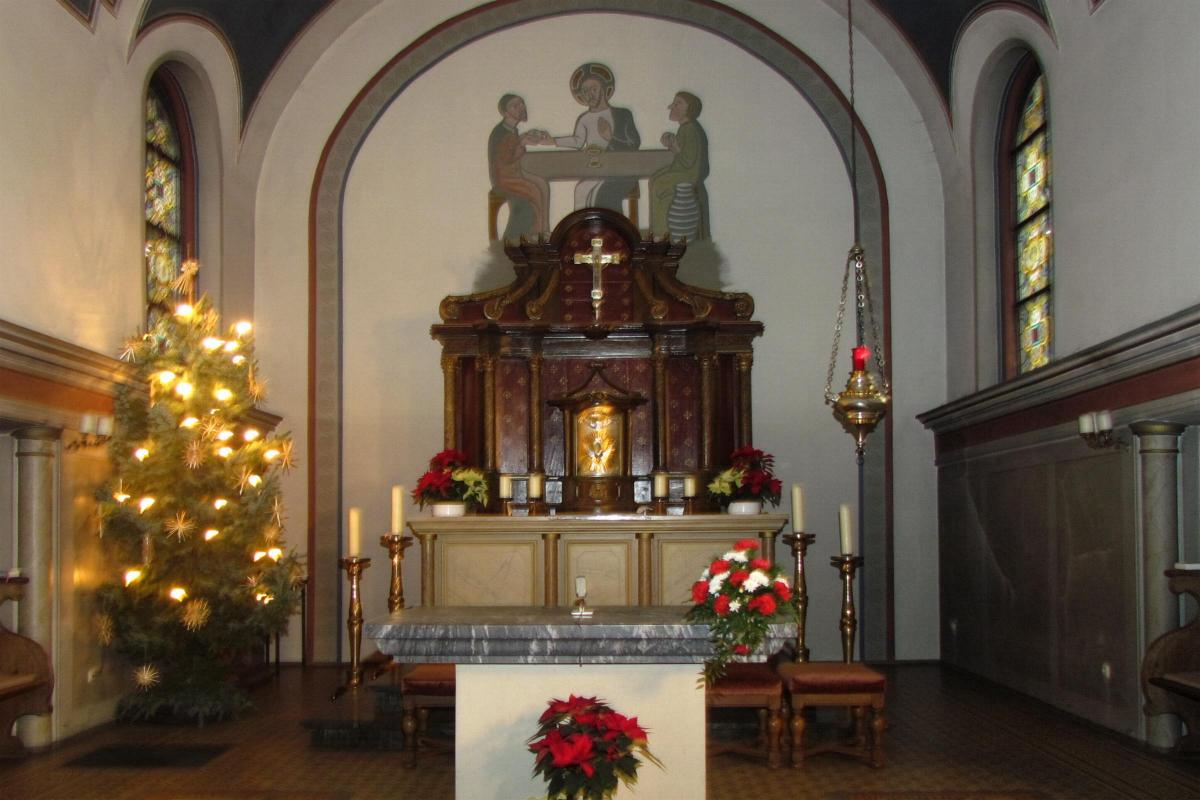
Chorraum

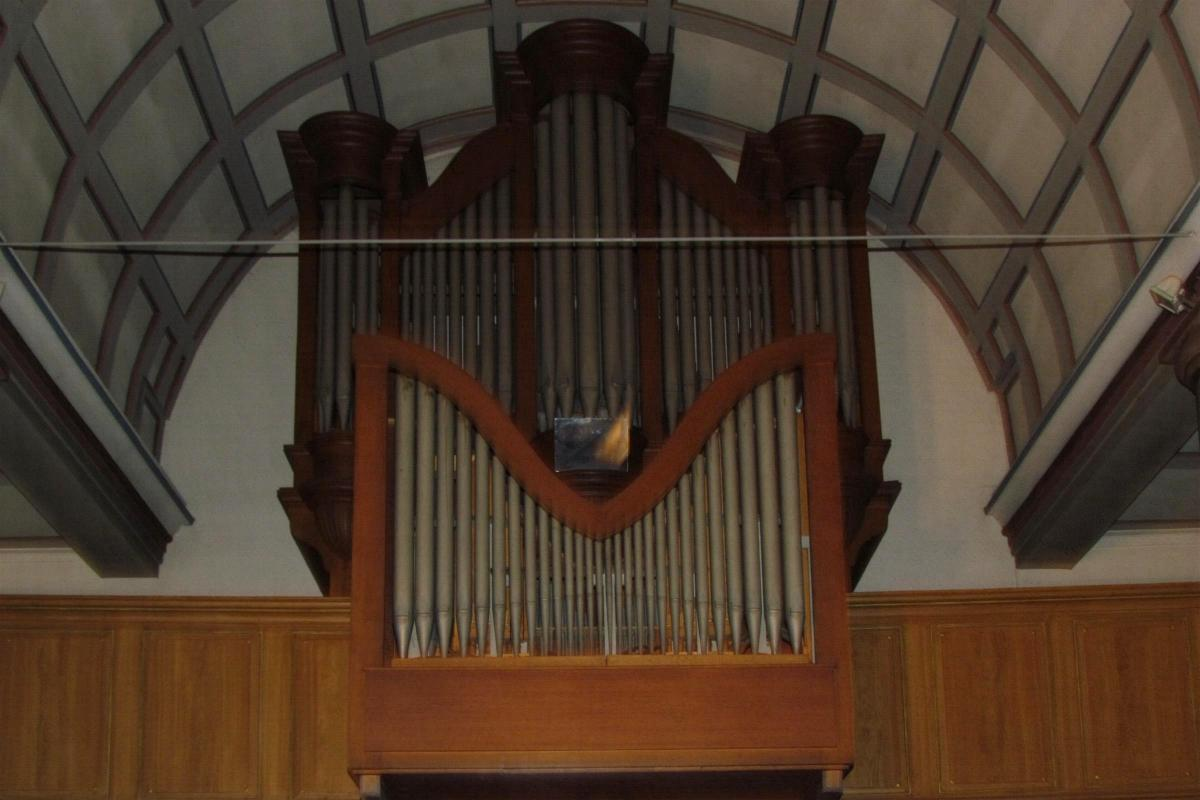
Klais-Orgel

St. Rochus ist die römisch-katholische Filialkirche des Ortsteils Rath-Anhoven der Stadt Wegberg im Kreis Heinsberg (Nordrhein-Westfalen).
Sie ist unter Nummer 74 in die Liste der Baudenkmäler in Wegberg eingetragen.

## Geschichte

### Kirchengebäude
Auf dem Platz der heutigen Kirche stand bereits eine Kapelle. Sie wurde im Jahr 1717 errichtet. Jedoch wurde das Gotteshaus bereits Anfang des 19. Jahrhunderts zu klein, sodass man sich entschloss, eine Kirche zu errichten.
Die heutige Kirche wurde im Jahr 1830 nach Plänen des Horster Baumeisters Matthias Klein erbaut und am 16. November 1830 benediziert. Der Glockenturm wurde 1833 an das Kirchenschiff angebaut und 1845 folgte die Sakristei. Somit war eine dreischiffige Hallenkirche mit eingezogenem Glockenturm und einen rechteckig geschlossenem Chor im Baustil des Klassizismus entstanden. Charakteristisch für den Innenraum ist das Tonnengewölbe, welches 1926 eine Kassettendecke aus Holz erhielt. Am 10. Mai 1852 wurde das Rath-Anhovener Gotteshaus schließlich geweiht.

### Pfarre
Bis um 1800 war Rath-Anhoven eine Filiale der Pfarre St. Vinzentius Beeck, weshalb es in Rath-Anhoven auch nur eine Kapelle gab. Nach über 30 Jahre andauernden Verhandlungen wurde nach 1800 Rath-Anhoven zur eigenständigen Pfarrei erhoben. Somit wurde eine Pfarrkirche erforderlich, die dann ab 1830 errichtet wurde.
Seit dem 1. Januar 2013 ist Rath-Anhoven keine eigenständige Pfarrgemeinde mehr. Die Pfarre wurde mit einigen anderen ehemaligen Pfarreien zur Pfarre St. Martin Wegberg fusioniert. Seitdem ist St. Rochus eine Filialkirche dieser neuen Großpfarre.

## Ausstattung
Im Innenraum befindet sich ein neobarocker Hochaltar vermutlich aus den 1920er Jahren sowie ein reliefartiger Kreuzweg aus Holz und einige hölzerne Heiligenfiguren. Die Fenster über den Eingängen schuf Anton Wendling 1949. Die restlichen Buntglasfenster sind Werke eines unbekannten Künstlers aus der Zeit um 1900.  Des Weiteren ist die Orgel der Bonner Firma Johannes Klais Orgelbau, Opus 1159, erwähnenswert. Sie besitzt 18 Register auf zwei Manualen und Pedal verteilt und stammt aus dem Jahr 1957.

## Glocken
Im Turm von St. Rochus befindet sich ein Geläut aus der Zwischenkriegszeit, was relativ selten ist.
| Nr. | Name | Durchmesser (mm) | Masse (kg, ca.) | Schlagton (HT-1/16) | Gießer                                                                 | Gussjahr |
| --- | ---- | ---------------- | --------------- | ------------------- | ---------------------------------------------------------------------- | -------- |
| 1   | -    | 910              | 460             | a' +6               | Werner Hubert Paul Maria Hüesker, Fa. Petit & Gebr. Edelbrock, Gescher | 1921     |
| 2   | -    | 750              | 270             | c" +6               | Werner Hubert Paul Maria Hüesker, Fa. Petit & Gebr. Edelbrock, Gescher | 1921     |

Motiv: Duett